# Alloophorus
Alloophorus is een monotypisch geslacht van straalvinnige vissen uit de familie van Levendbarende tandkarpers (Goodeidae).

## Soorten
- Alloophorus robustus (Bean, 1892)